# Syngrapha mortuorum
Syngrapha mortuorum är en fjärilsart som beskrevs av Achille Guenée 1852. Syngrapha mortuorum ingår i släktet Syngrapha och familjen nattflyn. Inga underarter finns listade i Catalogue of Life.